# 道の駅筆柿の里・幸田
道の駅筆柿の里・幸田（みちのえき ふでがきのさと・こうた）は、愛知県額田郡幸田町須美にある国道23号の道の駅である。

## 概要
道の駅施設は国道23号および国道23号岡崎バイパス下り車線（名古屋・四日市方面行き）に設置している。岡崎バイパスの上り車線（蒲郡・豊橋方面行き）からは直接流出入できない（後述の通り幸田須美インターを経由して一般道からの利用可能）。
幸田町の指定管理者である「合同会社・筆柿の里幸田」が運営を行っている。レストランの運営は「美山」。
施設内では、幸田町特産の筆柿や筆柿を使ったものが販売されている。

## 施設
- 駐車場
  - 大型車：34台
  - 普通車：38台（小型車は従業員用を除きすべて斜め駐車）
  - 身障者用：2台
  - 二輪車スペース：有り
- トイレ（いずれも24時間利用可能）
  - 男：
  - 女：
  - 身障者用：有り
- 公衆電話
- 情報・観光案内コーナー
- レストラン：笑意軒
- 売店：地域の特産物販売所

## 休館日
- 年末年始（12月31日 - 1月4日）

## アクセス
- 国道23号 - 登録路線

※ 岡崎バイパスの下り方向に立地しているため、上り方向（蒲郡・豊橋方面行き）からは、幸田須美インターを経由して一般道から利用し、岡崎バイパスへの流入も同様に一般道を経由する。

## 周辺
- 平原の滝